# Henrik Robert
Henrik Robert   (Hurum, 20 de març de 1887 - Asker, 2 de setembre de 1971) va ser un regatista noruec que va competir durant la dècada de 1920.
El 1924 va prendre part en els Jocs Olímpics de París, on va guanyar la medalla de plata en la regata de monotip del programa de vela. Quatre anys més tard, als Jocs d'Amsterdam, guanyà la medalla de plata en la prova dels 12 peus Dinghy del programa de vela.